# Marwan Hamadé
Marwan Hamadé (né à Beyrouth le 11 septembre 1939) est un homme politique libanais, économiste et journaliste francophone, proche de la famille Joumblatt (famille druze, comme la famille Hamadé).

## Biographie
Il est issu d'une grande famille clanique druze du Liban. Son alliance avec Walid Joumblatt a permis à celui-ci de s'imposer durant une décennie comme le leader majoritaire au sein de la communauté druze libanaise (mais pas de la communauté druze proche-orientale dans son ensemble). En effet, depuis trois siècles les Hamadé étaient les ministres des Yazbaki, le camp adverse des Joumblatt, défendant la souveraineté de la Montagne, tandis que les Joumblatt considéraient cette principauté non viable et militaient pour une intégration dans de plus vastes ensembles (jadis l'Empire ottoman, aujourd'hui le « Moyen-Orient étendu » voulu par les États-Unis). Les deux familles se sont livrées une guerre séculaire féroce. Le cheikh Farid Hamadé était parmi les contestataires de la politique des Joumblatt. Marwan Hamadé est le seul membre de la famille Hamadé à avoir quitté la ligne politique traditionnelle pour des raisons de pouvoir.
Il devient ministre du Tourisme pour la première fois dans le gouvernement de Chafic Wazzan en 1980 et a occupé depuis la fin de la guerre de nombreux postes ministériels, notamment ministre de la Santé dans les gouvernements de Rachid Solh (1992) et de Rafiq Hariri (1992-1996), puis ministre des Déplacés (2000-2003) et de l’Économie (2003-2004) toujours sous Hariri et enfin, ministre des Télécommunications dans le cabinet de Fouad Siniora depuis juillet 2005. En 2016, il est devenu le ministre de l’Éducation nationale au sein du nouveau gouvernement.
Son alliance avec l´occupant syrien a permis son élection comme député druze du Chouf en 1991 ; il a été réélu à ce poste aux élections de 1992, 1996, 2000 2005 et 2018.
Il échappe à une tentative d’assassinat le 1er octobre 2004. Blessé, il devient l’une des principales figures réclamant le retrait syrien du Liban et de la Révolution du Cèdre lancée après l’assassinat de Rafiq Hariri.
Il est pointé du doigt comme l'homme qui avait indiqué à l’ambassadeur des États-Unis lors du conflit israélo-libanais de 2006 le lieu où se trouvait Hassan Nasrallah. 
Après les deux explosions au port de Beyrouth le 4 août 2020, qui causent près de 200 morts et 5 000 blessés, c'est l'un des premiers parlementaires libanais à démissionner pensant entrainer d'autres parlementaires avec lui, ce qui n'a pas été le cas.
Il a été accusé d'avoir monté de toutes pièces l'épisode des faux témoins dans l'affaire de l'assassinat de Rafiq Hariri.